# Charlie Kimball

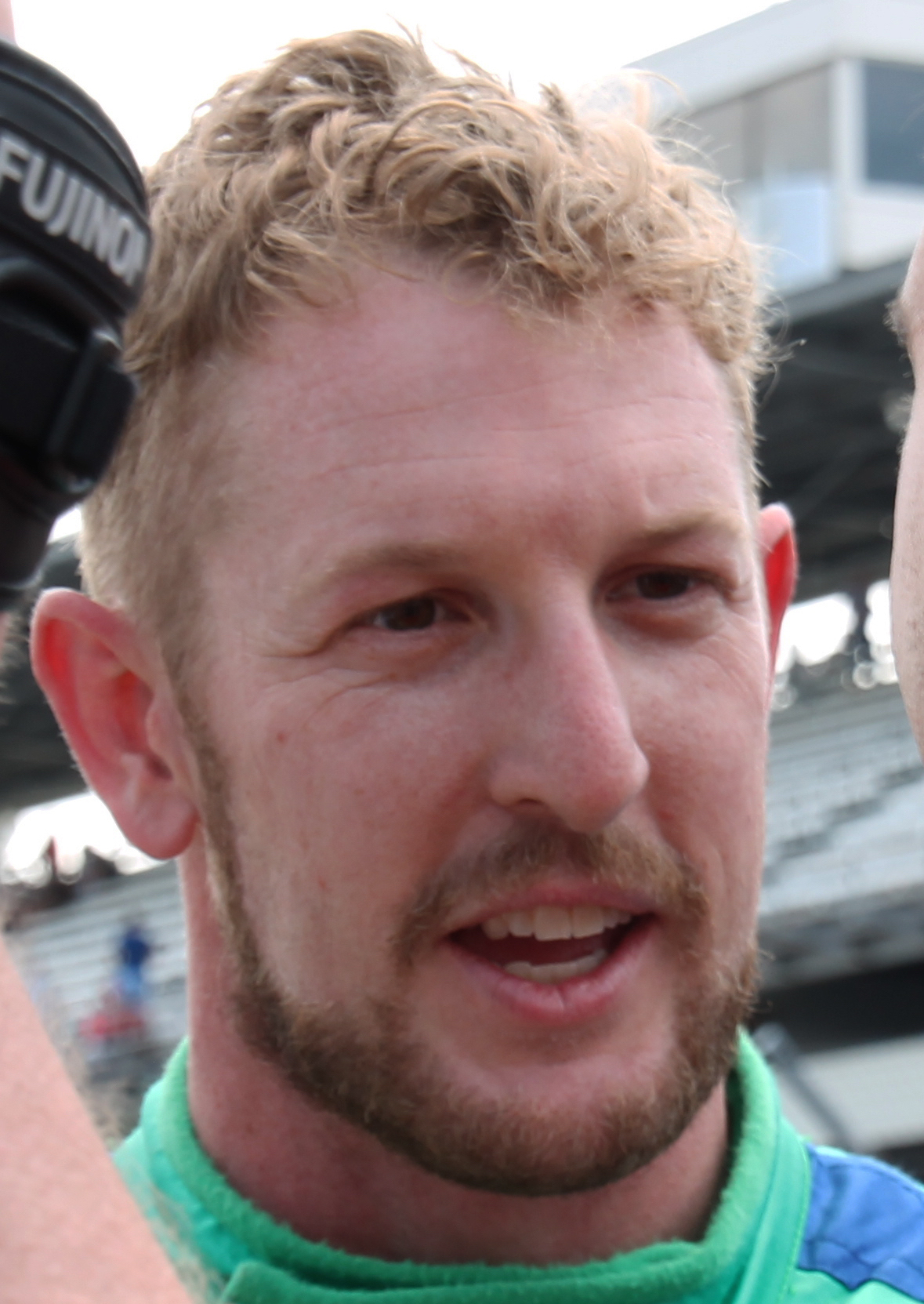
Charlie Kimball, 2015

Charlie Kimball (Chertsey, Engeland, 20 februari 1985) is een Amerikaans autocoureur.

## Loopbaan
- 2002: Formule Dodge.
- 2003: US Formule Ford.
- 2004: Britse Formule Ford.
- 2005: Britse Formule 3-kampioenschap, team Carlin Motorsport (5 overwinningen, 2e in kampioenschap).
- 2006: Formule 3 Euroseries, team Signature-Plus (1 overwinning).
- 2007: Formule Renault 3.5 Series, team Victory Engineering.
- 2008: Formule 3 Euroseries, team Prema Powerteam (6 races).
- 2008-09: A1GP, team A1 Team Verenigde Staten (2 races).
- 2009: Indy Lights, team Team PBIR.
- 2010: Indy Lights, team Andretti Autosport.
- 2011: IndyCar Series, team Chip Ganassi Racing.
- 2012: IndyCar Series, team Chip Ganassi Racing.

## Motorsportcarrièreresultaten

### Formule 3 Euroseries-resultaten
| Jaar | Inschrijving    | Chassis          | Motor    | 1         | 2          | 3        | 4         | 5         | 6         | 7        | 8        | 9        | 10      | 11       | 12      | 13       | 14      | 15      | 16    | 17      | 18    | 19       | 20         | Pos | Punten |
| ---- | --------------- | ---------------- | -------- | --------- | ---------- | -------- | --------- | --------- | --------- | -------- | -------- | -------- | ------- | -------- | ------- | -------- | ------- | ------- | ----- | ------- | ----- | -------- | ---------- | --- | ------ |
| 2006 | Signature-Plus  | Dallara F306/010 | Mercedes | HOC1 1 22 | HOC1 2 12  | LAU 1 9  | LAU 2 8   | OSC 1 10  | OSC 2 Ret | BRH 1 15 | BRH 2 11 | NOR 1 13 | NOR 2 4 | NÜR 1 10 | NÜR 2 6 | ZAN 1 11 | ZAN 2 1 | CAT 1 6 | CAT 2 | LMS 1 4 | LMS 2 | HOC2 1 6 | HOC2 2 Ret | 11  | 31     |
| 2008 | Prema Powerteam | Dallara F308/047 | Mercedes | HOC1 1 2  | HOC1 2 Ret | MUG 1 17 | MUG 2 Ret | PAU 1 Ret | PAU 2 23  | NOR 1    | NOR 2    | ZAN 1    | ZAN 2   | NÜR 1    | NÜR 2   | BRH 1    | BRH 2   | CAT 1   | CAT 2 | LMS 1   | LMS 2 | HOC2 1   | HOC2 2     | 17  | 8      |

### Formule Renault 3.5-resultaten
| Jaar | Inschrijving        | 1           | 2         | 3          | 4         | 5           | 6          | 7           | 8          | 9           | 10          | 11         | 12          | 13         | 14      | 15      | 16      | 17      | Pos | Punten |
| ---- | ------------------- | ----------- | --------- | ---------- | --------- | ----------- | ---------- | ----------- | ---------- | ----------- | ----------- | ---------- | ----------- | ---------- | ------- | ------- | ------- | ------- | --- | ------ |
| 2007 | Victory Engineering | MOZ FEA Ret | MOZ SPR 8 | NÜR FEA 16 | NÜR SPR 8 | MON FEA Ret | HUN FEA 10 | HUN SPR Ret | SPA FEA 13 | SPA SPR Ret | DON FEA Ret | DON SPR 13 | MAG FEA Ret | MAG SPR 17 | EST FEA | EST SPR | CAT FEA | CAT SPR | 24  | 7      |

### A1GP-resultaten
- Races cursief betekent snelste ronde

| Jaar    | Inschrijving             | 1         | 2          | 3       | 4       | 5       | 6       | 7       | 8       | 9       | 10      | 11      | 12      | 13      | 14      | Rang | Punten |
| ------- | ------------------------ | --------- | ---------- | ------- | ------- | ------- | ------- | ------- | ------- | ------- | ------- | ------- | ------- | ------- | ------- | ---- | ------ |
| 2008-09 | A1 Team Verenigde Staten | NED SPR 8 | NED FEA 10 | CHI SPR | CHI FEA | MAL SPR | MAL FEA | NZL SPR | NZL FEA | RSA SPR | RSA FEA | POR SPR | POR FEA | GBR SPR | GBR FEA | 11   | 24     |

### American open-wheelresultaten

#### Indy Lights
| Jaar | Team         | 1       | 2      | 3      | 4      | 5       | 6      | 7     | 8     | 9      | 10    | 11     | 12     | 13     | 14    | 15     | Pos | Punten |
| ---- | ------------ | ------- | ------ | ------ | ------ | ------- | ------ | ----- | ----- | ------ | ----- | ------ | ------ | ------ | ----- | ------ | --- | ------ |
| 2009 | Team PBIR    | STP1 10 | STP2 7 | LBH 19 | KAN 13 | INDY 13 | MIL 10 | IOW 7 | WGL 4 | TOR 15 | EDM 5 | KTY 18 | MDO 13 | SNM 8  | CHI 7 | HMS 13 | 10  | 310    |
| 2010 | AFS/Andretti | STP 4   | ALA 2  | LBH 2  | INDY 2 | IOW 13  | WGL 11 | TOR 4 | EDM 4 | MDO 3  | SNM 2 | CHI 14 | KTY 6  | HMS 13 |       |        | 4   | 388    |

#### IndyCar Series
| Jaar | Team                | 1      | 2      | 3      | 4      | 5       | 6       | 7       | 8      | 9      | 10     | 11     | 12      | 13    | 14     | 15     | 16     | 17     | 18    | Pos | Punten |
| ---- | ------------------- | ------ | ------ | ------ | ------ | ------- | ------- | ------- | ------ | ------ | ------ | ------ | ------- | ----- | ------ | ------ | ------ | ------ | ----- | --- | ------ |
| 2011 | Chip Ganassi Racing | STP 22 | ALA 10 | LBH 24 | SAO 16 | INDY 13 | TXS1 30 | TXS2 23 | MIL 14 | IOW 22 | TOR 21 | EDM 17 | MDO 11  | NHM 9 | SNM 26 | BAL 21 | MOT 23 | KTY 13 | LVS C | 19  | 233    |
| 2012 | Chip Ganassi Racing | STP 9  | ALA 25 | LBH 18 | SAO 8  | INDY 8  | DET 8   | TXS 23  | MIL 17 | IOW 11 | TOR 2  | EDM 19 | MDO Inj | QIN   | SNM    | BAL    | FON    |        |       | 14* | 216*   |

* Seizoen is nog bezig.
| Jaren | Teams | Races | Poles | Overwinningen | Podiums (geen overwinning)** | Top 10 (geen podium)*** | Indianapolis 500 overwinningen | Kampioenschappen |
| ----- | ----- | ----- | ----- | ------------- | ---------------------------- | ----------------------- | ------------------------------ | ---------------- |
| 2     | 1     | 21    | 0     | 0             | 0                            | 4                       | 0                              | 0                |

** Podium (geen overwinning) geeft 2de of 3de plaats aan.
*** Top 10 (geen podium) geeft een 4de t/m 10de plaats aan.

##### Indianapolis 500
| Jaar | Chassis | Motor | Start | Finish | Team                |
| ---- | ------- | ----- | ----- | ------ | ------------------- |
| 2011 | Dallara | Honda | 28    | 13     | Chip Ganassi Racing |
| 2012 | Dallara | Honda | 14    | 8      | Chip Ganassi Racing |
| 2013 | Dallara | Honda | 19    | 9      | Chip Ganassi Racing |